# Kjøbenhavnsposten

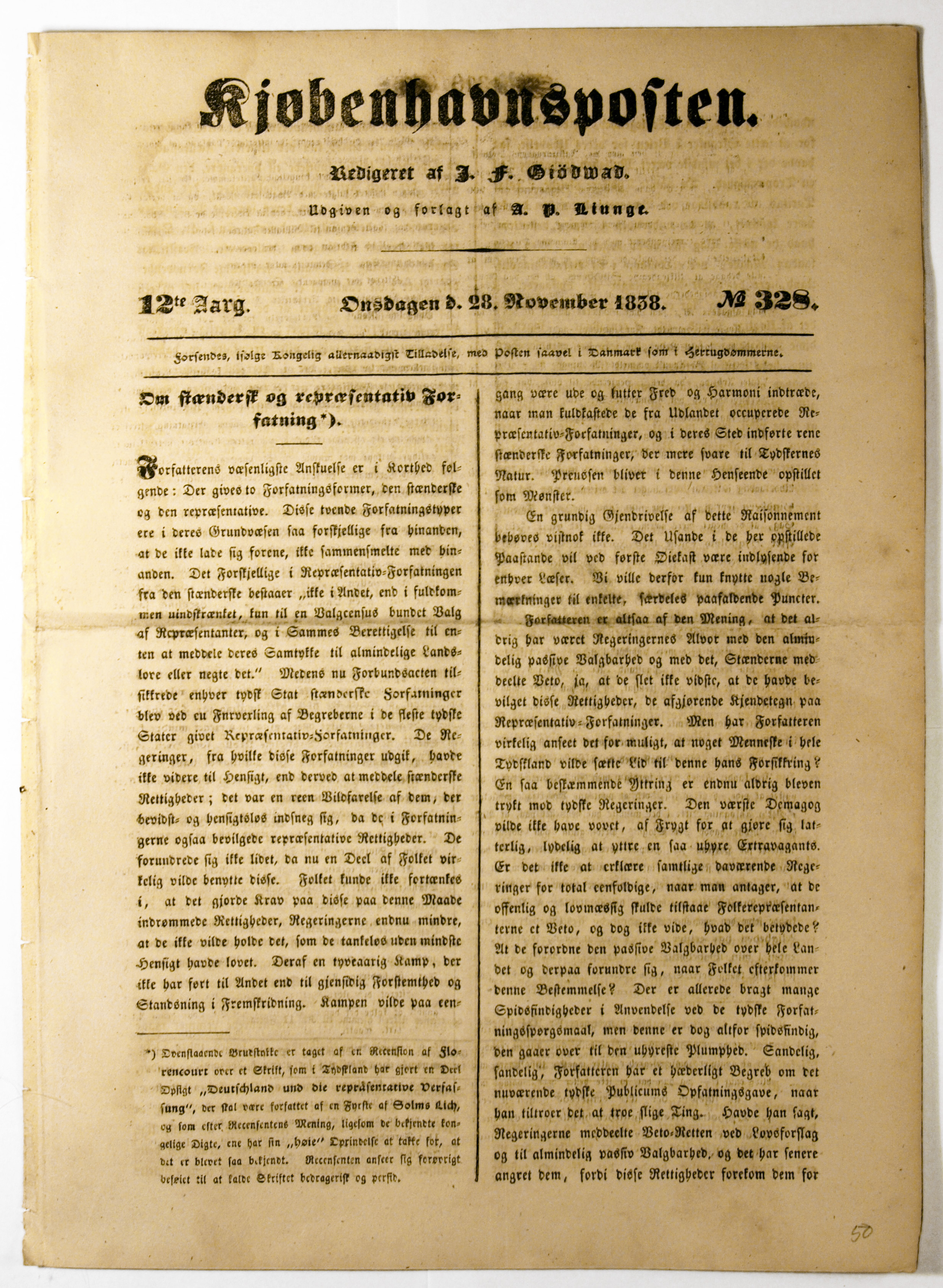
Une du « Kjøbenhavnsposten », 28 novembre 1838

Kjøbenhavnsposten est un quotidien danois qui est paru du 2 janvier 1827 au 31 mars 1859.
Le journal a été fondé par Andreas Peter Liunge, dans la continuité des journaux Aftenblad et Nyt Aftenblad qui ont paru de 1822 à 1826. D’abord journal culturel, il s’est orienté dans les années 1830 dans une ligne plus politique en portant les revendications démocratiques de la bourgeoisie libérale.
Un des premiers poèmes de Hans Christian Andersen, Det døende Barn (l'enfant mourant)  a été publié dans le journal le 25 septembre 1827, grâce au soutien du poète et critique littéraire Johan Ludvig Heiberg. 
Kjøbenhavnsposten a publié plus tard, le 13 mai 1833 une parodie de Hans Christian Andersen écrite par un auteur anonyme.

## Rédacteurs en chef
- Ove Thomsen, 1827-1834
- A.P. Liunge, 1834-1837
- J.F. Giødwad & Orla Lehmann, 1837 - 1839
- J.P.M. Grüne, 1839 - 1859.